# Tatarije
Tatarije of Tatarstan (Russisch: Республика Татарстан, Respoeblika Tatarstan, Tataars: Татарстан Республикасы, Tatarstan Respublikası) (niet te verwarren met het historische Tartarije) is een autonome republiek binnen Rusland.
Tatarije heeft een waarnemersstatus binnen TÜRKSOY.

## Geografie

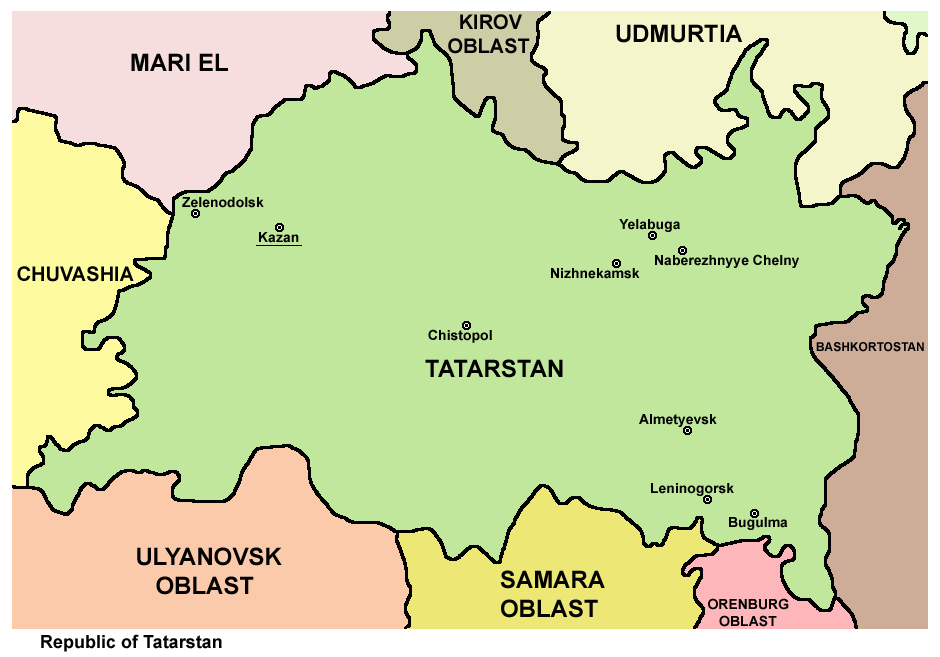
Belangrijkste plaatsen

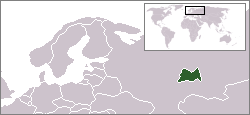
Locatie van Tatarije binnen Europa

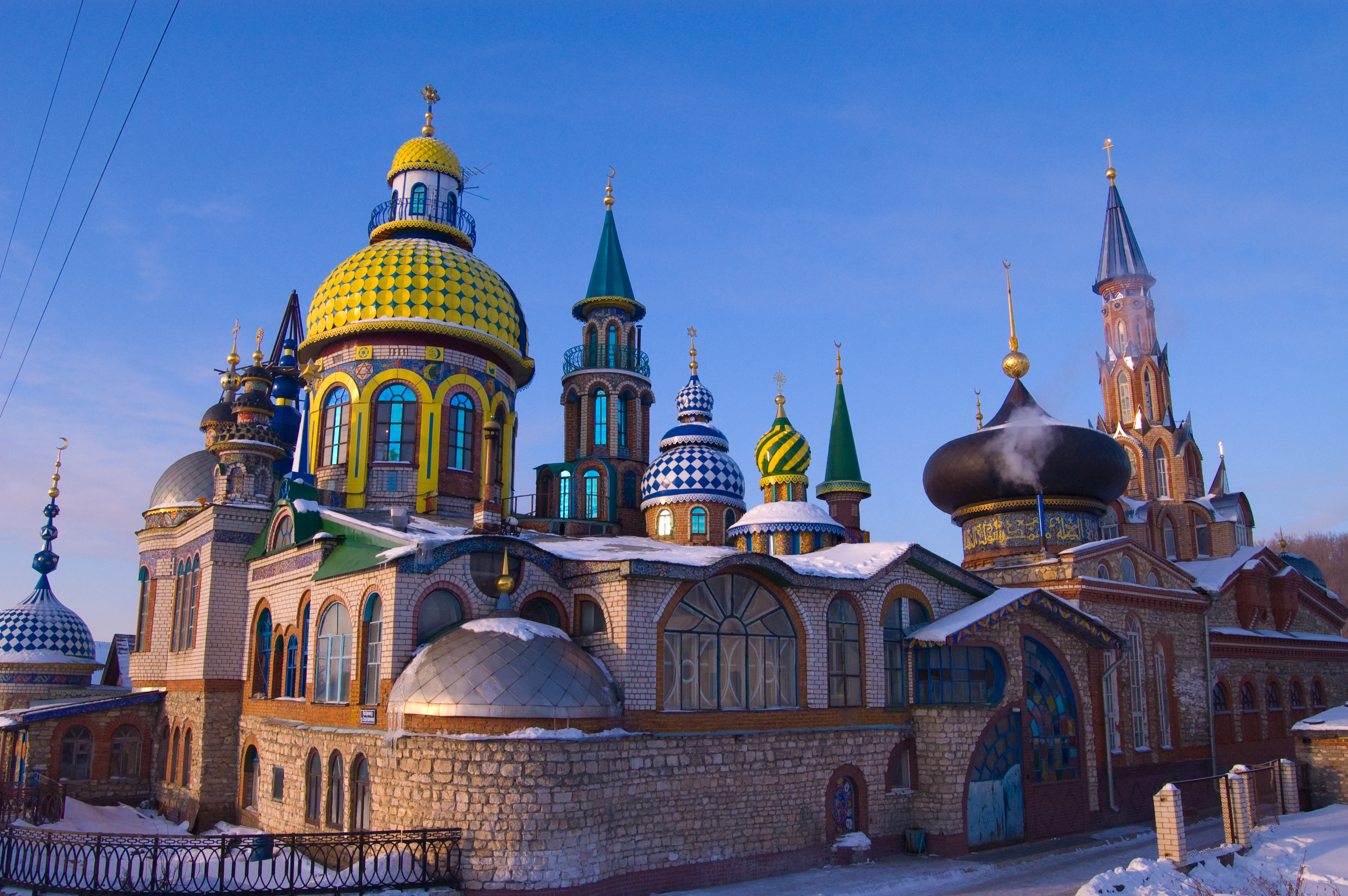
De tempel aller godsdiensten in Kazan bevat zowel een moskee als een kerk en synagoge.

Tatarije ligt in het centrum van het Europese deel van Rusland, op het Russisch Laagland.
In Tatarije komen de langste rivier van Europa, de Wolga, en de rivier de Kama samen.
De hoofdstad van Tatarije is Kazan, dat op 797 kilometer ten oosten van Moskou ligt.
De republiek heeft een lengte van 290 km van het noorden naar het zuiden en 460 km van het westen naar het oosten.
De republiek bestaat voornamelijk uit laaglandgebied met gemengde bossen en bossteppe. Ongeveer 90% van het gebied ligt lager dan 200 meter boven zeeniveau. Alleen aan de rechteroever van de Wolga en in het zuidoosten van de republiek liggen een aantal heuvelgebieden.

## Demografie
Tatarstan heeft ongeveer 3,8 miljoen inwoners, waarvan 53% Wolga-Tataren en 39% Russen.
Slechts 23% van de Wolga-Tataren leeft overigens in Tatarije, mede als gevolg van de verdeel en heers-politiek onder leiding van Stalin, waarbij het grondgebied waar Tataren woonden werd onderverdeeld in meerdere bestuurlijke eenheden.
De oorspronkelijke Tataren migreerden van nomadische stammen die westwaarts trokken vanaf Zuid-Siberië tussen de 10e en de 13e eeuw. De term, Tataar, refereert aan meerdere volkeren van Turkse of Mongoolse herkomst.

## Economie
Tatarije is economisch een zeer belangrijk gebied. Het land produceert olie, gas en heeft veel hoogwaardige industrieën voor producten in de machinebouw zoals zware trucks en bommenwerpers. Haar economische en strategische waarde is waarschijnlijk de hoofdoorzaak van de speciale positie van Tatarije binnen de Russische Federatie. De regio heeft betrekkelijk veel autonomie, die verkregen werd na een poging tot onafhankelijkheid begin jaren 90 en door het leiderschap van president Mintimer Sjajmiejev.